# Frondell Alm
Die Frondell Alm (auch Großfrondell Alm oder Obere Frondell Alm) ist eine auf 1523 m ü. A. Seehöhe gelegene Alm im österreichischen Teil der Karnischen Alpen (Kärnten). Während des Ersten Weltkriegs war das Almgebiet eines der umkämpftesten Gebiete und bekannt für den längsten Schrägaufzug, der während des Krieges gebaut wurde. Heute ist die Alm als westlichste Gailtaler-Almkäse-Alm bekannt und in der Zeit von Juni bis September geöffnet. Das Almgebiet grenzt im Süden an den Karnischen Höhenweg.

## Geschichte
Nachdem Italien am 23. Mai 1915 Österreich-Ungarn den Krieg erklärte, begann man an der gesamten Kärntner Grenze (115 km) mit der Aufstockung des dünnen Schützenschleiers. Der besonders wichtige Grenzübergang Plöckenpass wurde daher in den ersten Kriegstagen durch Vortäuschung  einer Linie zwischen dem Wolayersee – Valentintal  – Angerbachtal  und der Köderhöhe verteidigt. Erst gegen Ende Mai 1915 wurden die Truppen durch das südungarische VII. Korps, Kommandant General d. Kavallerie Erzherzog Joseph, sowie durch die k.u.k. 59. Gebirgsbrigade verstärkt.
Am 29. Mai 1915 kam es dann zum ersten italienischen Vorstoß, der zu einem Kampf um den Grenzkamm im Mai und Juni und zu einem Verlust von gut 1000 Mann auf beiden Seiten führte. Später wurde in diesem Grenzabschnitt ein Stellungskrieg mit Angriffen und Abwehr geführt.
Von der Frondell Alm aus erfolgte die Versorgung der auf der Köderhöhe stationierten Soldaten. Vorerst erfolgte diese über den sogenannten Kreuzsteig. Dieser wurde in 13 Tagen mit 103 Serpentinen über eine Höhendifferenz von 600 m angelegt. Damit konnte die Versorgung der Mannschaft, die auf der Köderhöhe in Kavernen, weitläufigen Barackensiedlungen und Stellungen untergebracht war, mittels Tragtieren und Trägerkolonnen gewährleistet werden. Noch 1915 wurde von der Frondell Alm aus auf die Köderhöhe der längste Bremsberg (Schrägaufzug 1040 m Länge) der k.u.k. Armee errichtet. Dieser hatte eine Stundenleistung von 1500 kg. Jedoch bereits im ersten Winter kam es durch Lawinenabgänge immer wieder zur Unterbrechungen des Aufzuges und dann musste jeder Laib Brot und jede Granate wieder von Trägerkolonnen in die Höhenstellungen gebracht werden. Nach den Erfahrungen durch die Lawinenschäden im Winter 1915/16 wurde eine zusätzliche Seilbahn (Seilbahn 57) von der Köderhöhe in den Kronhofgraben errichtet.
Im Winter starben im oben genannten Grenzgebiet mehr Soldaten durch Lawinen als durch Feindeinwirkung.
Nach dem Krieg wurde die völlig zerstörte Almhütte der Frondell Alm durch die damalige Agrarbezirksbehörde Villach wieder errichtet.

## Käseherstellung

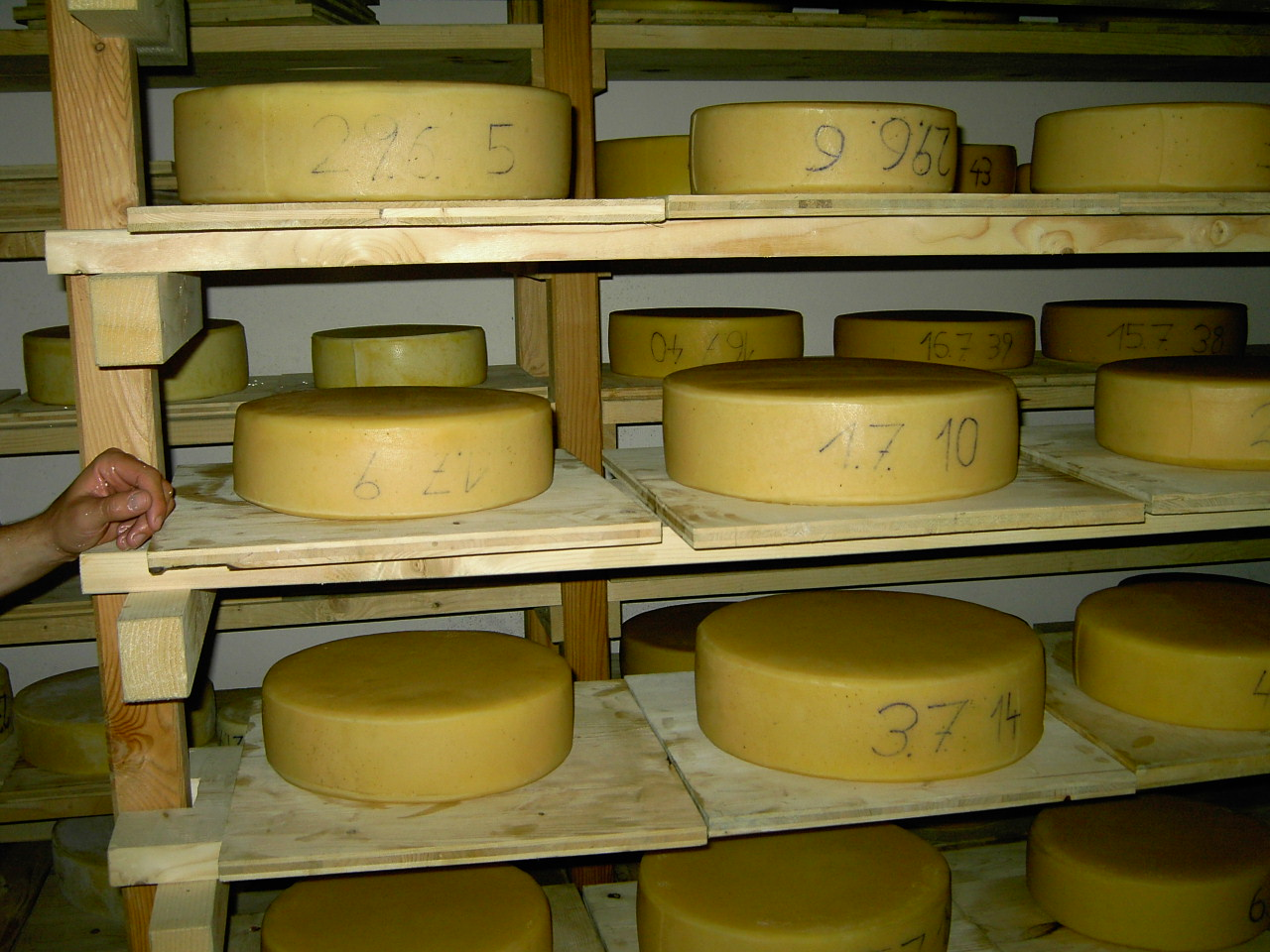
Käselager der Frondell Alm

Vor den 1960er und 1970er Jahren war die Frondell Alm eine der bekanntesten Käsealmen des Gailtals. Nach und nach verlor die Herstellung des Käses aber an Wichtigkeit und somit wurde auch auf der Frondell Alm mit der Käserei aufgehört.
Erst nachdem in der Landwirtschaft ein Umdenkprozess mit einem Umschwung in Richtung extensiver, ökologisch orientierter und qualitätsbewusster Wirtschaftsform sowie entsprechende Förderangebote der öffentlichen Hand eingesetzt hatten, entschloss man sich dem Verein „Gemeinschaft der Gailtaler Almsennereien“ beizutreten und nach einer kompletten Sanierung der Almhütte im Jahr 2000 wieder mit der Produktion von Gailtaler Almkäse g.U. zu beginnen.
Heute wird auf der Frondell Alm wie auf 13 anderen Almen im Gailtal wieder Gailtaler Almkäse, Ziegenkäse, Almbutter und Schotten erzeugt. Daher ist sie in den Sommermonaten (Mitte Juni bis Ende September) ein beliebtes Ausflugsziel für Tagestouristen und Wanderer.

## Kreuzsteig
Der Kreuzsteig ist ein Weg, der während des Ersten Weltkriegs zwischen der Frondell Alm und der Köderhöhe erbaut wurde und dem Nachschub diente. Der Weg wurde in 13 Tagen im Jahr 1915 gebaut und hat 103 Serpentinen, mit denen ein Höhenunterschied von gut 600 m überwunden wird. Über viele Jahre wurde der Weg vom Österreichischen Alpenverein Sektion Obergailtal-Lesachtal betreut. Nach dem Ausscheiden des Weges wird dieser nun von einer Gruppe privater Personen betreut (ausgemäht, markiert, ausgebessert).
Für den 2,8 km langen Weg zur Köderhöhe braucht man im Aufstieg etwa 1½ Stunden und hat dort direkt Anschluss an den Karnischen Höhenweg 403.

## Aufstiege
- von Würmlach (697 m) über das Würmlacher Alpl und die Würmlacher Höhe, in 4½ Stunden
- von Weidenburg (670 m) durch den Kronhofgraben, in 3½ Stunden
- vom Plöckenpass (1357 m) über den Karnischen Höhenweg 403 und den Kreuzsteig, in 5 Stunden

## Gipfeltouren
- Köderhöhe (2228 m) über Kreuzsteig, in 1½ Stunden
- Köderkopf (2167 m) über Kreuzsteig, in 1½ Stunden
- Laucheck (2156 m) über Kessel der Frondell Alm, in 1½ Stunden
- Blaustein (2195 m) über Kreuzsteig, Karnischen Höhenweg bis zum Kronhofer Törl, in 3½ Stunden
- Würmlacher Höhe (1960 m), über Kessel der Frondell Alm, in 1 Stunde

## Benachbarte Hütten, Almen und Gasthöfe
- Gasthof Plöckenhaus (1244 m), in 5 Stunden
- Zollnerseehütte (1750 m), in 4 Stunden
- Rifugio Casera Pramosio (1520 m), in 3½ Stunden
- Würmlacher Alm (1637 m) in 2 Stunden
- Brugger Alm (1574 m), in 1½ Stunden, unbewirtschaftet
- Untere Bischofalm (1181 m), in 1½ Stunden

## Bilder

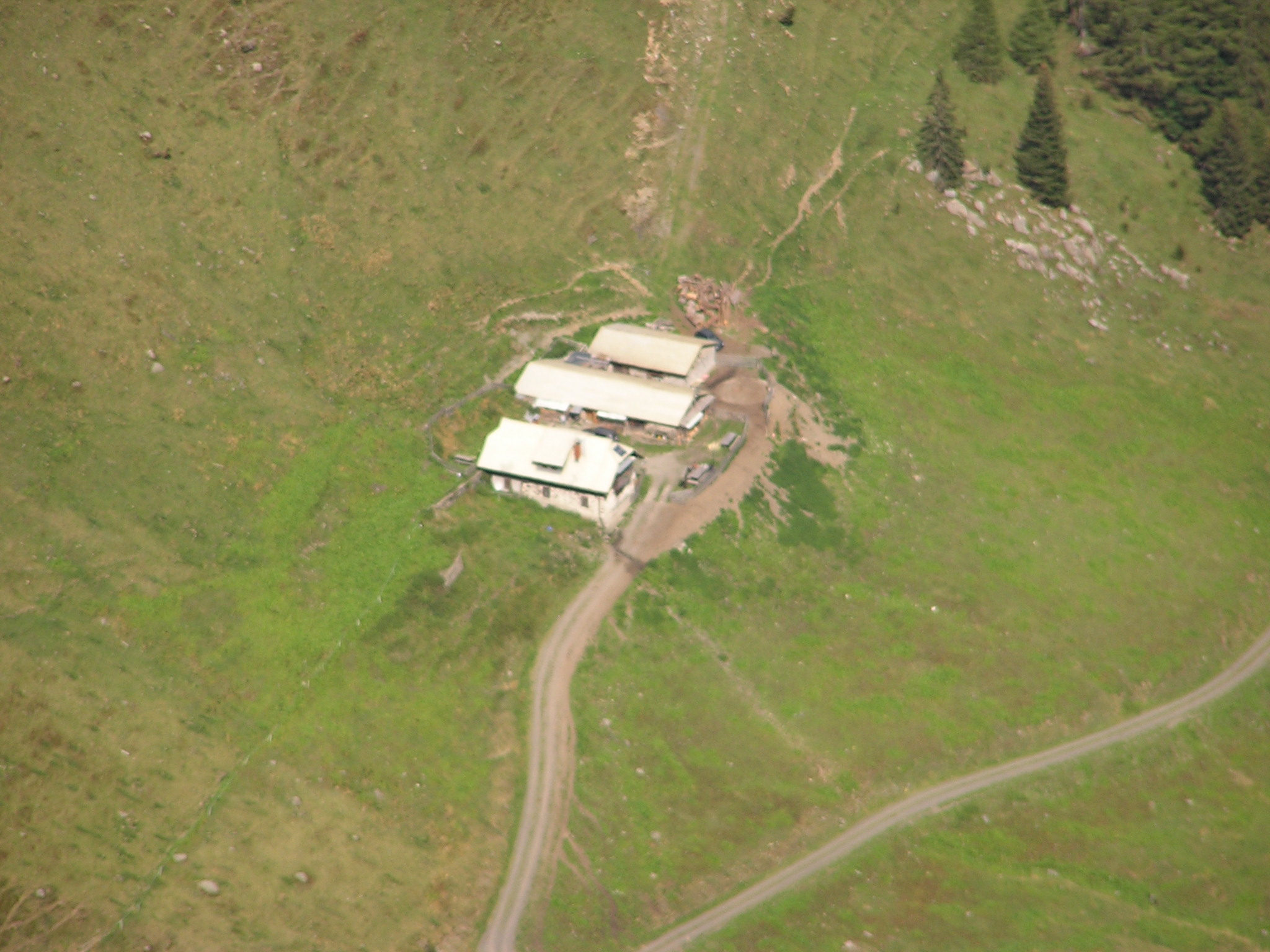
Frondell Alm von der Brugger Alm
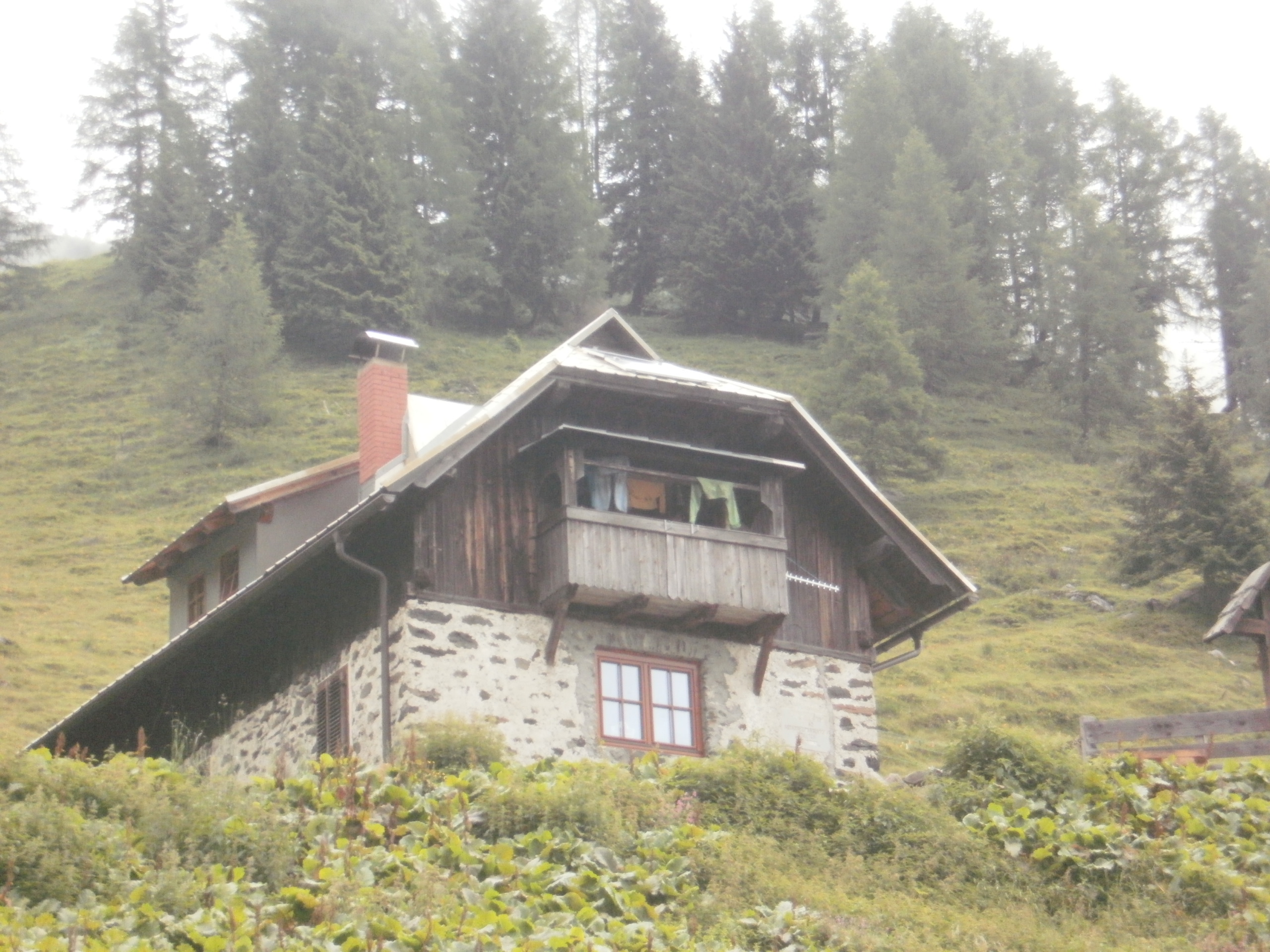
Südostansicht der Frondell Alm
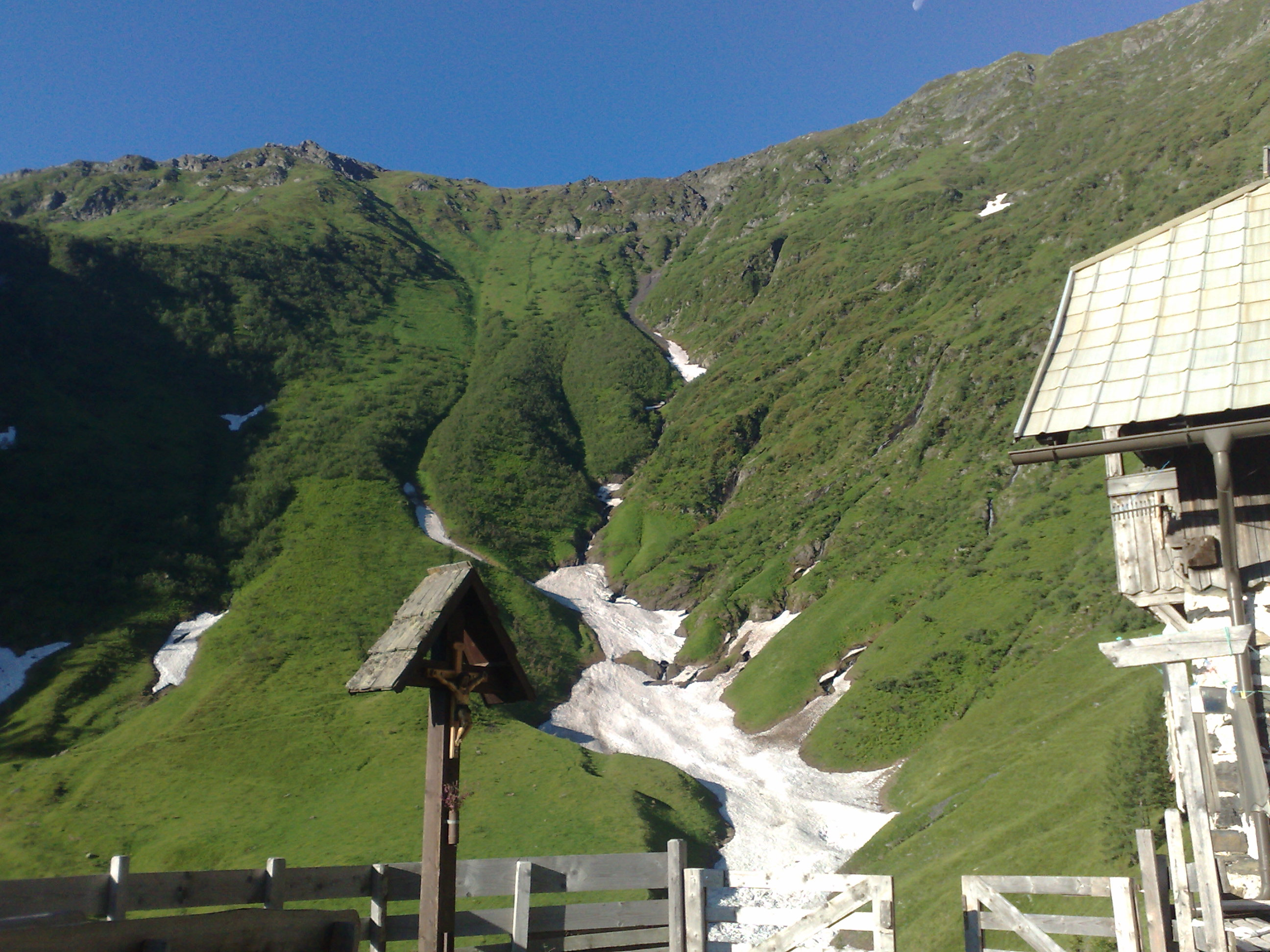
Frondell Alm mit Köderhöhe und Köderkopf im Hintergrund
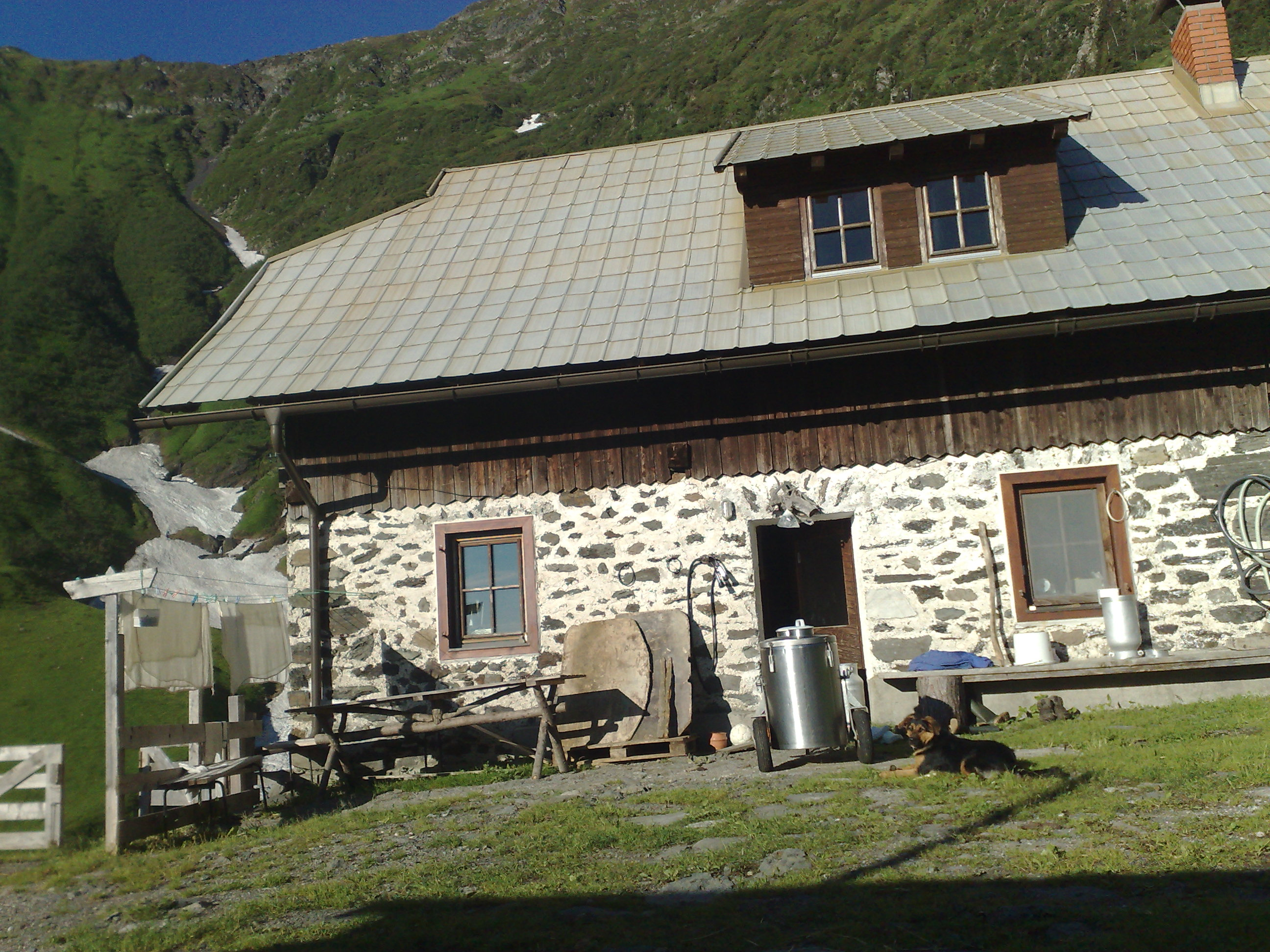
Im Hof der Frondell Alm